# Greta Åkerhielm
Agnes Margareta "Greta" Åkerhielm, ogift von Oelreich, född 8 oktober 1891 i Adolf Fredriks församling i Stockholm, död 19 mars 1963 i Skeppsholms församling i Stockholm, var en svensk friherrinna,  översättare och författare.
Hennes första översättning gavs ut 1927 och under åren som följde blev det mer än 100 böcker översatta från engelska, franska och tyska. Hon tog sig an flera av tidens bästsäljande författare såsom Berta Ruck och Dennis Wheatley, men också en del numera som klassiska betraktade deckarförfattare, såsom Dashiell Hammett och Leslie Charteris "Helgonet"-böcker. 1960 översatte Åkerhielm Madame Bovary (1856) av Gustave Flaubert. Denna översättning är en av de mest populära på svenska och återutgavs senast 2006. Hon skrev också en ungdomsbok, Barnen på Ekenäs (B. Wahlström, 1932). 
Hon var dotter till postexpeditören Axel Gottlieb von Oelreich och Charlotta Elisabet Leijonström samt från 1911 gift med kaptenen i flottan Christer Åkerhielm. Paret fick två barn. Greta Åkerhielm är begravd på Norra begravningsplatsen utanför Stockholm.

## Översättningar (urval)
- Jean Webster: "Min käraste fiende" (Dear enemy) (Skoglund, 1927)
- Roland Dorgelès: Resa (Skoglund, 1929)
- Heinrich Hauser: Chiquita (Brackwasser) (Frans Aldor, 1932)
- Octave Aubry: Franska revolutionen (La revolution française) (Skoglund, 1946-1948)
- William Makepeace Thackeray: Den stora Hoggartydiamanten (The history of Samuel Titmarsh and the great Hoggarty diamond) (Lindqvist, 1955)
- Joseph Conrad: Almayers dårskap (Almayer's folly) (Lindqvist, 1955)
- Anatole France: Sylvestre Bonnards brott (Sohlman, 1960)
- Abbé Prévost: Manon Lescaut (Manon Lescaut) (Sohlman, 1961)